# Pierre-Dominique Gaisseau
Pierre-Dominique Gaisseau, né le 10 mars 1923 à Mézières et mort le 22 octobre 1997 à Paris 14e, est un explorateur et documentariste français. En 1962, il a gagné l'Oscar du meilleur film documentaire pour Le Ciel et la Boue.
Spécialisé dans le documentaire, il a toutefois réalisé un long métrage de fiction, Round Trip.

## Filmographie
- 1947 : Pirogues sur l'Ogooué de Jacques Dupont (en tant qu'assistant réalisateur) (court-métrage documentaire)
- 1952 : Des hommes qu'on appelle sauvages (documentaire), coréalisé par Jean Fichter, Alain Gheerbrant et Luis Saenz
- 1954 : La Forêt sacrée (documentaire)
- 1956 : Survivants de la préhistoire (court-métrage documentaire)
- 1961 : Le Ciel et la Boue (documentaire)
- 1964 : Only One New-York (documentaire) coréalisé par Jean Hamon et Jan Yoors
- 1966 : Flame and the Fire (documentaire)
- 1967 : Round Trip (fiction)
- 1968 : Africa and I - épisode de la série NBC Experiment in Television
- 1969 : Bye Bye Butterfly - épisode de la série NBC Experiment in Television
- 1972 : Man is my name - épisode de la série The World about us
- 1972 : The Gooks (moyen-métrage documentaire TV)
- 1973 : Quien Sabe (moyen-métrage documentaire TV)
- 1975 : Iberogun (God is a Woman) (moyen-métrage documentaire TV)
- 1985 : Pierre Dominique Gaisseau, aventurier (documentaire TV en 3 parties)

## Ouvrages
- Forêt sacrée. Magie et rites secrets des Toma, éditions Albin Michel, 1953.
- Visa pour la préhistoire - Shangrila, la vallée perdue de Nouvelle-Guinée, éditions Albin Michel, 1956.
- Vivre pour voir, éditions Robert Laffont, 1981.